# اشتوسینگ
اشتوسینگ (به آلمانی: Stössing) یک منطقهٔ مسکونی در اتریش است که در ناحیه زانکت پولتن-لاند واقع شده‌است. اشتوسینگ ۲۷٫۴۷ کیلومتر مربع مساحت دارد ۳۴۴ متر بالاتر از سطح دریا واقع شده‌است.